# تشكيلات مخصوصة

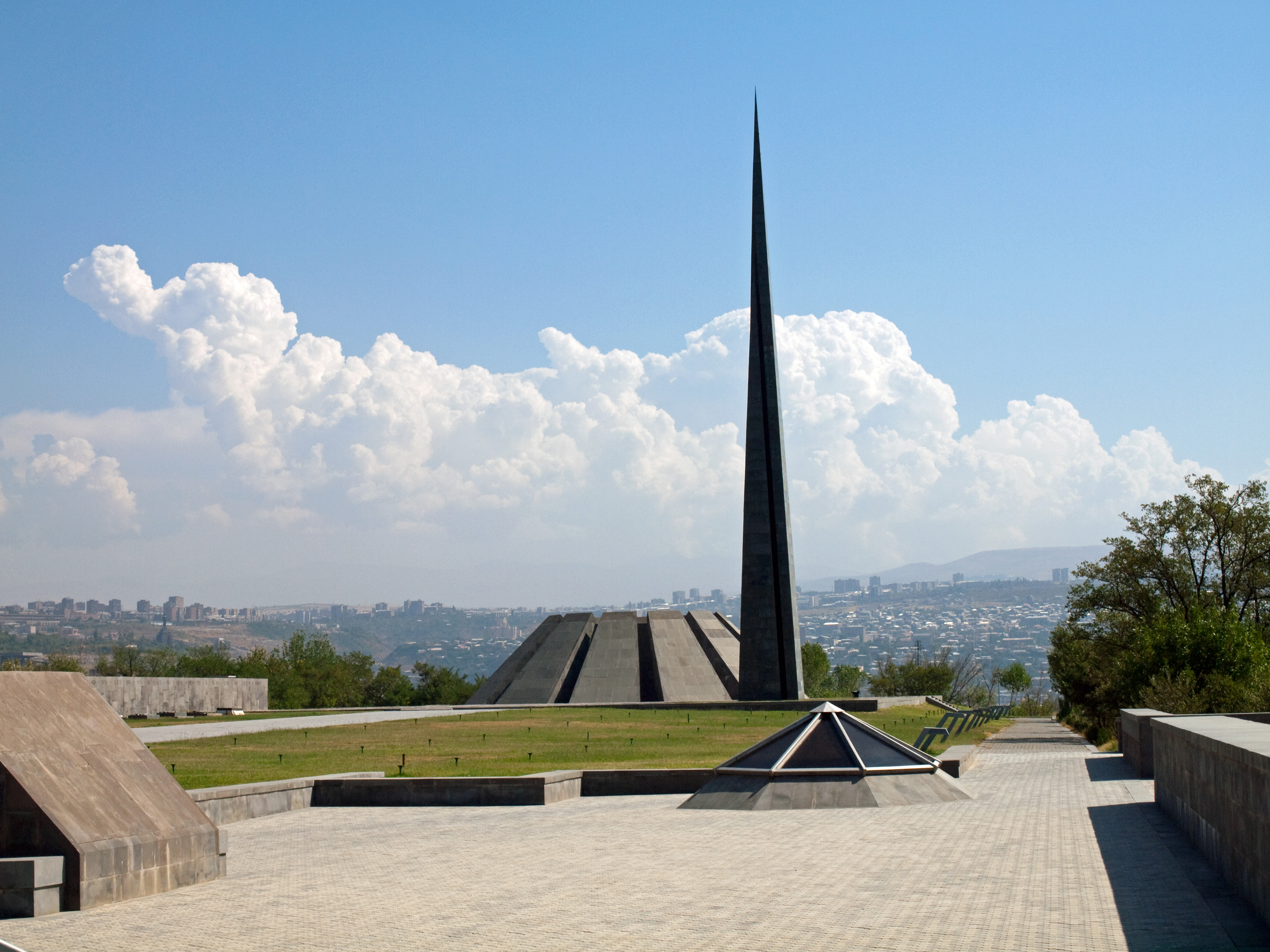

المنظمة الخاصة في تركيا هي تنظيم سري تأسس داخل جمعية الاتحاد والترقي بناءاً على رغبة أنور باشا وكان يتضمن اَراء إسلاميين وأتراك جمعية الاتحاد والترقي داخل وخارج البلد ومكافحة التجسس والدعاية والتنظيم وحركات الاغتيال ووفقاً لتصريحات الشهود المختلفة فإن تأثيرها أصبح فعالاً اعتباراً من عام 1911
وفي أغسطس عام 1914 تم تحويلها إلى منظمة رسمية تابعة لوزارة الدفاع.
وفي أكتوبر عام 1918 وبالتزامن مع انفصال سلطة حكومة جمعية الاتحاد والترقي تم تصفية المنظمة الخاصة رسمياً
تم توثيق بعض محاولات التنظيم للمقاومة ضد الإنجليز في العراق ومصر واليونانيين والبلغاريين في غرب تراقيا والإيطاليين في طرابلس. وفي المقابل فإنه بالرغم من أن المنظمة قد عبرت كثيراً عن الدور الذي لعبته حول تهجير الأرمن عام 1915 فإنه لم يُكشف ذلك في التفاصيل، ووفقاً لما ذكره فيليب ستودارد الذي كان كاتباً وباحثاً في جذور المنظمة الخاصة فإنه يري أن المنظمة الخاصة لم تلعب أي دوراً حول التهجير الأرماني وأعرب جونترليو في عام 2001 عن رأيه ودفاعه عن نفس وجهة نظر ستودارد 
وجميع أعضاء المنظمة الخاصة المعروفين كانوا قادة بارزين ترأسوا مجموعات الحقوق المدافعة والدفاع الوطني والذي تكون في الأناضول عقب الحرب العالمية الأولى. وبرغم ذلك فإن المنظمة الخاصة وجماعة الكفاح الوطنى لم يبحثوا سوياً العلاقات المنظمة بينهم بشكل كافٍ، ومؤسس المنظمة الخاصة هو أنور باشا أما الذي كان يترأسها فهو حسام الدين ارتورك.